# Pseudotriticites
Pseudotriticites es un género de foraminífero bentónico de la subfamilia Fusulininae, de la familia Fusulinidae, de la superfamilia Fusulinoidea, del suborden Fusulinina y del orden Fusulinida. Su especie tipo es Fusulina? donbassica. Su rango cronoestratigráfico abarca Pennsylvaniense (Carbonífero superior).

## Discusión
Clasificaciones más recientes incluyen Pseudotriticites en la subclase Fusulinana de la clase Fusulinata.

## Clasificación
Pseudotriticites incluye a las siguientes especies:
- Pseudotriticites bosbiensis †
- Pseudotriticites decorosus †
- Pseudotriticites donbassica †
- Pseudotriticites fusiformis †
- Pseudotriticites kotljarovicus †
- Pseudotriticites obscurus †